# Brajići (Budva)
Pour les articles homonymes, voir Brajići.
Brajići (en serbe cyrillique : Брајићи) est un village du sud du Monténégro, dans la municipalité de Budva.

## Démographie

### Évolution historique de la population
| 1948 | 1953 | 1961 | 1971 | 1981 | 1991 | 2003 |
| ---- | ---- | ---- | ---- | ---- | ---- | ---- |
| 132  | 154  | 159  | 70   | 55   | 46   | 30   |